# Brandon Coleman (Footballspieler, 2000)
Brandon Coleman (geboren am 12. Oktober 2000 in Newport News, Virginia) ist ein deutsch-amerikanischer American-Football-Spieler auf der Position des Offensive Tackles. Er spielte College Football für die Texas Christian University und wurde im NFL Draft 2024 in der dritten Runde von den Washington Commanders ausgewählt.

## Frühe Jahre und College
Coleman wurde als Sohn einer deutschen Mutter und eines US-amerikanischen Soldaten in Virginia geboren, wuchs aber in Berlin auf, weil sein Vater in Deutschland stationiert wurde. Er besitzt sowohl die deutsche als auch die US-amerikanische Staatsbürgerschaft. Coleman lebte in Zehlendorf und spielte in seiner Jugend Basketball beim TuS Lichterfelde und beim DBV Charlottenburg. 2015 oder 2016 ging er zurück in die Vereinigten Staaten, um dort Basketball an der Highschool zu spielen und den Sprung in die NBA zu schaffen. Er lebte bei seiner Schwester in Denton im Norden von Texas und besuchte dort zwei Jahre lang die Highschool. Dort begann er neben Basketball auch Football zu spielen. Zunächst versuchte Coleman sich als Quarterback und spielte dann in der Defensive Line, bevor er in seinem letzten Highschooljahr als Offensive Lineman spielte.
Coleman entschied sich letztlich für Football statt Basketball und ging ab 2018 auf das Trinity Valley Community College in Athens, Texas. Nach einem Redshirtjahr war er dort 2019 Stammspieler auf der Position des Offensive Tackles. Ab dem Frühling 2019 wurden Scouts von College-Football-Teams aus der FBS auf Coleman aufmerksam, im September 2019 nahm er ein Stipendienangebot der Texas Christian University (TCU) an.
Somit spielte Coleman ab 2020 für die TCU Horned Frogs. In seinem ersten Jahr am College stand er in den ersten vier Spielen auf dem Feld, bevor er wegen einer Verletzung für den Rest der Saison ausfiel. Er avancierte 2021 zum Stammspieler und war in acht von elf Spielen Starter, vorwiegend als Left Guard, nachdem er sein erstes Spiel in der Stammformation als Right Guard absolviert hatte. In der Saison 2022 war er in allen 15 Spielen Starter auf der Position des Left Tackles und erreichte mit seinem Team das College Football Playoff National Championship Game, das Spiel um die nationale College-Football-Meisterschaft, das gegen die Georgia Bulldogs verloren ging. In der Saison 2023 war Coleman einer der Teamkapitäne der Horned Frogs und war in elf Partien Starter, davon sieben als Left Tackle und vier als Left Guard.

## NFL
Coleman wurde im NFL Draft 2024 in der dritten Runde an 67. Stelle von den Washington Commanders ausgewählt.